# Wohin mit Vater? (Film)
Wohin mit Vater? ist ein Drama des Regisseurs Tim Trageser aus dem Jahr 2009. In den Hauptrollen des ZDF-Fernsehfilms verkörpern Anna Loos und Hans-Jochen Wagner die Geschwister Susanne und Michael, deren Mutter plötzlich stirbt und die beiden vor die Herausforderung stellt, den Lebensabend des körperlich stark eingeschränkten Vaters Michael zu gestalten.

## Handlung
Thomas wohnt schon lange nicht mehr bei seinen Eltern in Dessau, er lebt hunderte Kilometer davon entfernt in Westdeutschland und sieht auch seine Schwester Susanne so gut wie gar nicht mehr. Seine Mutter pflegt den Vater Michael, einen Architekten im Ruhestand, der nach einem Schlaganfall nicht mehr ohne Unterstützung sein kann, im von ihm entworfenen und gebauten Haus. Sie trägt ihn die Treppen hinauf und wieder herunter, die körperlichen Verfallserscheinungen seines Vaters verschärfen sich im Laufe der Zeit immer mehr. Der Einbau eines Treppenliftes kommt für den Architekten in seinem eigenen Haus nicht infrage.
Thomas ist gerade dabei eine Familie zu gründen, als er einen dringenden Anruf erhält: Seiner Mutter würde es nicht gut gehen, er möge bitte auf schnellstem Wege in sein Elternhaus kommen. Thomas schafft die Anreise nicht mehr rechtzeitig, und als er ankommt, ist seine Mutter bereits an einem Herzinfarkt gestorben. Offenbar war die körperliche Anstrengung der häuslichen Pflege zu viel für sie geworden. Nun muss die Beerdigung organisiert werden, und für gemeinsame Trauerarbeit bleibt nur wenig Zeit.
Sein Vater, Michael, ist natürlich nicht in der Lage, den Haushalt alleine zu führen, weigert sich jedoch, in ein Altersheim zu gehen. Thomas und Susanne stehen nun vor der Frage, wer sich um den Vater kümmern soll. Insgeheim hofft Thomas zunächst, dass seine Schwester ihr eigenes Leben aufgibt und sich der Pflege des gemeinsamen Vaters widmet. Falls sie das nicht möchte, wer soll die Pflege übernehmen und vor allem, wer soll das bezahlen? Quälende Fragen, die beide zunächst nicht beantworten können. Den beiden wird klar, dass sie in der Vergangenheit wichtige Dinge, die die Zukunft ihrer Eltern betreffen, gemeinsam totgeschwiegen haben und nun damit auf schmerzhafte Weise konfrontiert werden.

## Hintergrund
Wohin mit Vater? basiert auf dem Sachbuch »Wohin mit Vater? – Ein Sohn verzweifelt am Pflegesystem«, eines Journalisten, der anonym bleiben möchte, da die in dem Buch behandelte Darstellung teilweise auf einer wahren Begebenheit beruht, deren Lösung jedoch illegal war.

## Produktionsnotizen
Die Dreharbeiten der Produktionsfirma Network Movie begannen am 10. Februar 2009 und endeten am 16. März desselben Jahres. Gedreht wurde in Berlin und in Dessau. Reinhold Elschot war der Filmproduzent, Peter Hartwig leitete die Produktion und Cornelia Hoefke assistierte Tim Trageser bei der Regie. Conny Klein war die Standfotografin und Jochen Hergersberg sorgte für den Ton.

## Ersterscheinung
Wohin mit Vater? wurde auf den 43. Internationalen Hofer Filmtagen am 28. Oktober 2009 erstmals gezeigt. Das ZDF strahlte das Filmdrama erstmals am 29. März 2010 aus.

## Kritiken
Kino.de bescheinigt dem Regisseur Tim Trageser, dass es ihm gelungen ist, mit Wohin mit Vater? die tragischen Umstände dennoch mit einer Prise Humor und Lebenslust zu garnieren und somit ein beeindruckendes TV-Erlebnis geschaffen zu haben.
Rainer Tittelbach resümiert, dass der Film für ein oft verdrängtes Thema auf hohem Niveau sensibilisiert.

## Auszeichnungen
Anna Loos erhielt für die Rolle der Susanne die Goldene Kamera 2011 als „Beste deutsche Schauspielerin“.